# 常骏暗沙
常骏暗沙，属南薇滩一暗沙。是为了隋朝大业三年（607年）奉命出使赤土国的常骏而命名。

## 历史
- 1935年中国的公布名称为庄臣怕余。
- 1947年中国的公布名称为常骏暗沙，1983年中国大陆沿用。有外文图书称其为[1]。

## 地质地形
该滩呈火炬状，东北一西南一南走向，长13.64km，宽5.45km，水深最浅7.3m。